# Groupe d'armées von Linsingen

Le front de l'Est en mai 1916

Le groupe d'armées von Linsingen est une grande unité conjointe de l'armée impériale allemande et de l'armée austro-hongroise pendant la Première Guerre mondiale. Bien que théoriquement subordonnée au commandement austro-hongrois, elle était en fait commandée par un général allemand, Alexander von Linsingen.

## Création en 1915

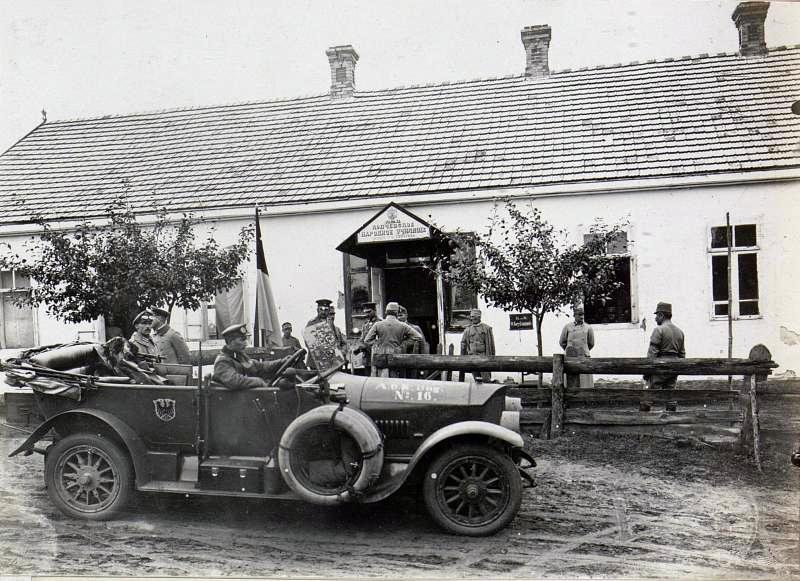
Le général von Linsingen visitant le quartier général du Xe corps près de Manevychi le 20 septembre 1915

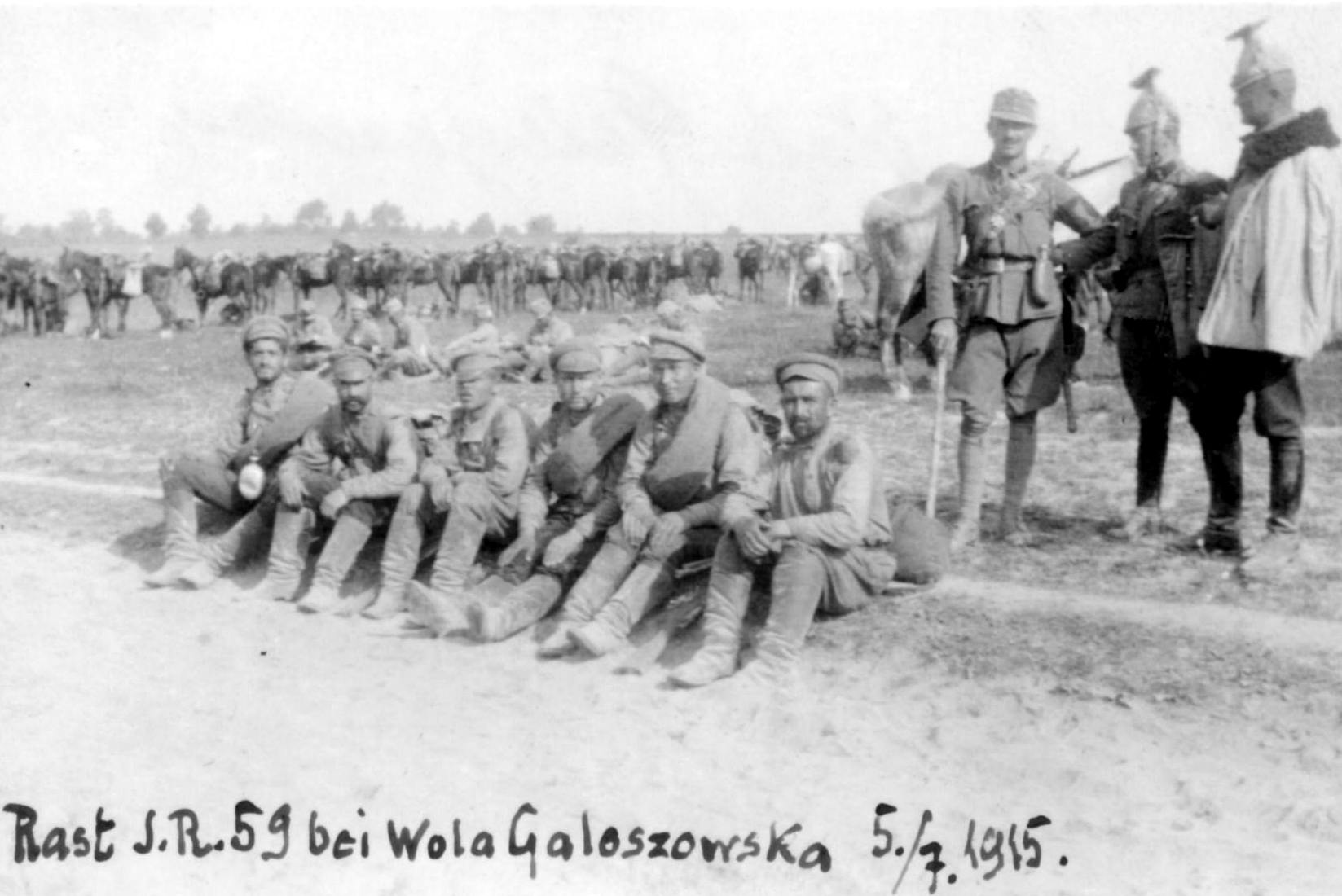
Soldats de la 4e armée austro-hongroise en juillet 1915

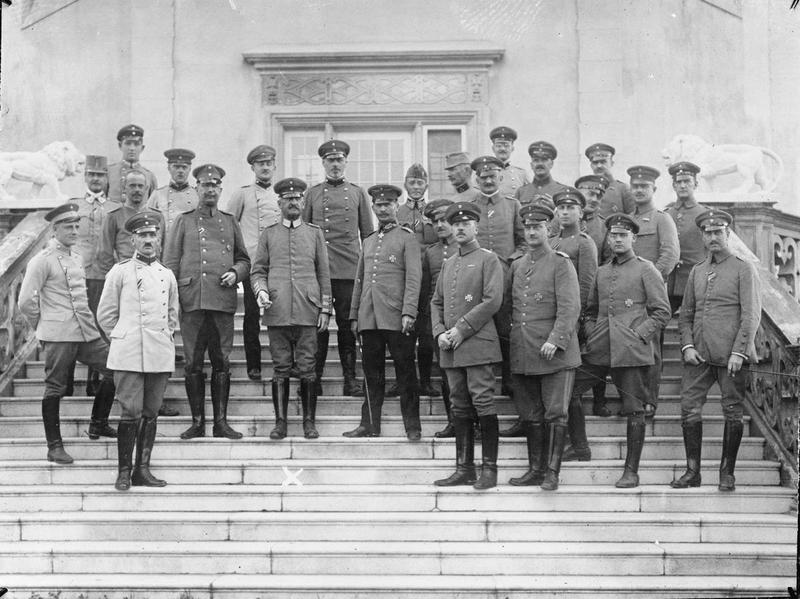
Le général von Linsingen et son état-major en 1916

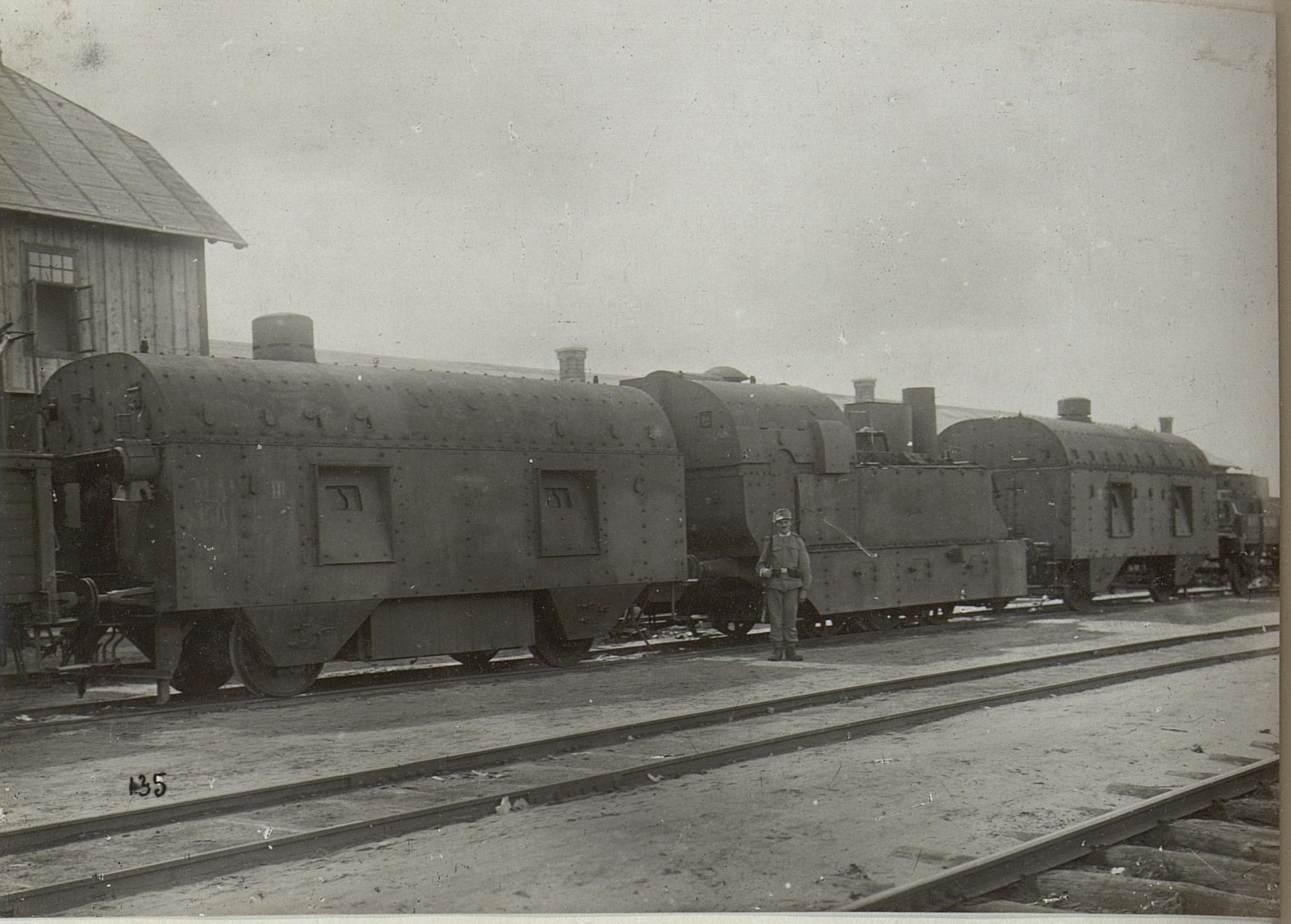
Train blindé austro-hongrois à Kovel en 1916

Pendant l'été 1915, la Grande Retraite de l'armée impériale russe et l'allongement du front vers l'Ukraine russe entraînent une réorganisation des forces des Empires centraux. Le 8 juillet 1915, une nouvelle grande unité, l'armée du Boug, est créée dans le secteur du Boug polonais sous le commandement d'Alexander von Linsingen. Le 18 septembre 1915, le groupe d'armées von Mackensen, dirigé par August von Mackensen, est dissous et son chef transféré sur le front des Balkans. Le même jour, von Linsingen reçoit le commandement d'un nouveau groupe d'armées comprenant l'armée du Boug (dont il reste le chef direct) et la 4e armée austro-hongroise commandée par l'archiduc autrichien Joseph-Ferdinand de Habsbourg-Toscane.
Le groupe d'armées von Linsingen s'intercale entre le groupe d'armées du prince Léopold de Bavière, au nord, et celui du général austro-hongrois Eduard von Böhm-Ermolli, au sud. Il a son quartier général à Jabłoń dans l'est de la Pologne russe. Il comprend les unités suivantes :
- Armée du Boug
  - XLIe corps de réserve allemand (général Hans von Gronau) autour de Kovel
    - 81e et 82e divisions de réserve allemandes

  - 24e corps de réserve allemand (général Friedrich von Gerok) sur la rivière Styr autour de Rafalivka
    - 11e division d'infanterie bavaroise et 107e division d'infanterie allemande
- 4e armée austro-hongroise autour de Rivne
  - Corps de cavalerie Berndt (général Otto Berndt (de))
    - 4e et 7e divisions de cavalerie austro-hongroises

  - XIVe corps (général Josef Roth von Limanowa-Łapanów (de))
    - 2e, 3e et 21e divisions d'infanterie austro-hongroises

  - Xe corps (général Hugo Martiny von Malastów (de))
    - 24e et 62e divisions d'infanterie austro-hongroises

  - IXe corps (général Rudolf Králíček (de))
    - 19e et 26e divisions d'infanterie austro-hongroises

## Face à l'offensive russe en 1916

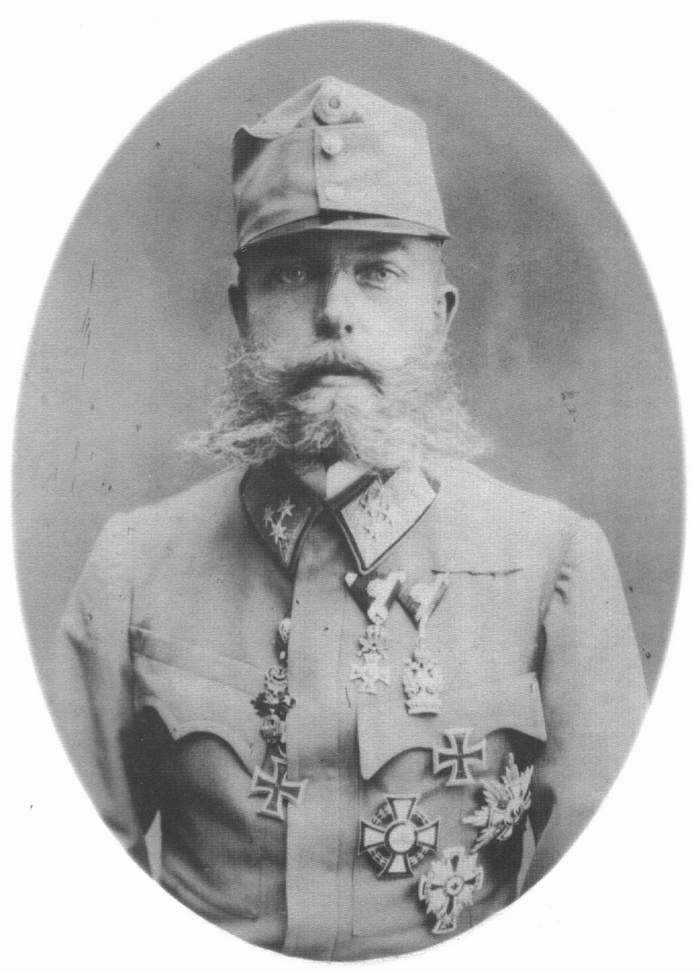
L'archiduc Joseph-Ferdinand en 1916

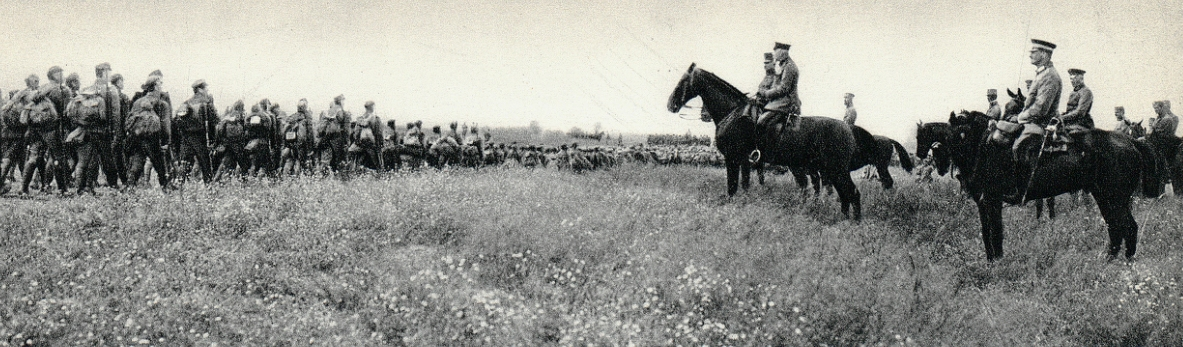
La Légion polonaise défilant devant le général Friedrich von Bernhardi, 15 août 1916

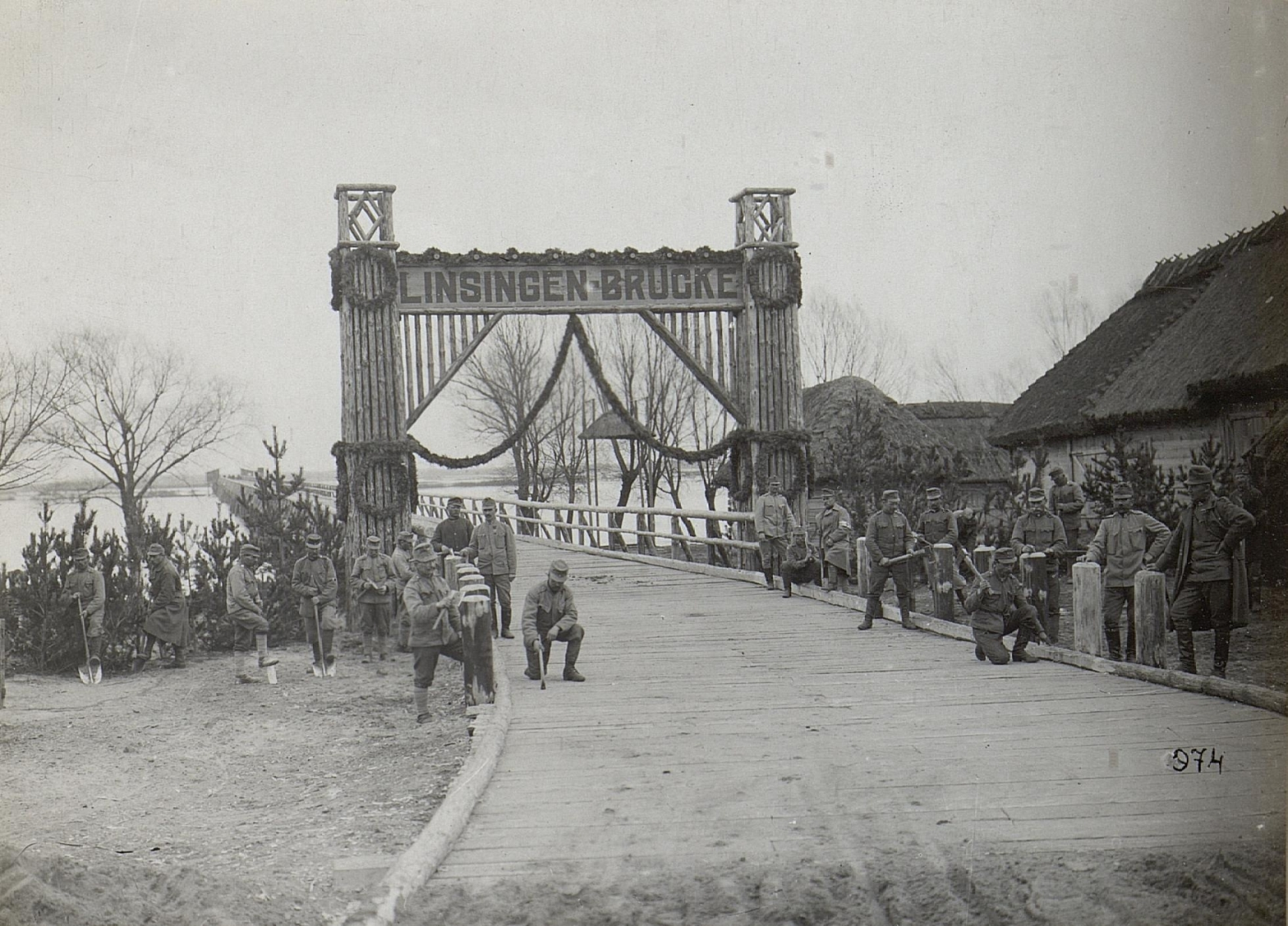
Ouverture du "pont Linsingen" près de Kovel, 1914-1918

En avril 1916, le corps Gerok est envoyé en renfort sur le front français où se joue la bataille de Verdun. Le groupe d'armées von Linsingen conserve le corps de cavalerie Hauer avec la Légion polonaise et le corps Fath (de) (austro-hongrois).
Le 6 juin 1916, l'armée russe, commandée par Alexeï Broussilov, lance une grande opération (offensive Broussilov) contre les forces germano-austro-hongroises. La 4e armée austro-hongroise doit se replier précipitamment sur le Styr devant la percée de la 8e armée russe. Le 7 juin, von Linsingen exige la démission de l'archiduc Joseph-Ferdinand et celle du commandant du Xe corps austro-hongrois, le général Martiny. L'archiduc est remplacé par Karl Tersztyánszky von Nádas, Martiny par Csanády Frigyes (hu). Le groupe d'armées von Linsingen reçoit les renforts du corps Bernhardi, de la 1re armée austro-hongroise(général Paul Puhallo von Brlog (de)), puis du corps Marwitz. En août 1916, Léopold de Bavière, qui a succédé à Paul von Hindenburg au commandement général du front de l'Est, accorde à von Linsingen un commandement élargi : il dispose de 30 divisions contre 33 russes. Von Linsingen parvient à arrêter l'offensive russe devant Kovel. En octobre 1916, le quartier général du groupe d'armées est transféré de Kovel à Chełm. Le corps Gronau est transféré du groupe d'armée von Linsingen au groupe d'armées Woyrsch qui a succédé à Léopold de Bavière dans le secteur nord du front.

## Dernières opérations en 1917-1918
En 1917, le secteur tenu par le groupe d'armées von Linsingen est relativement tranquille. Au mois d'avril, il comprend les unités suivantes, du nord au sud :
- Corps Hauer
  - 9e division de cavalerie austro-hongroise, et 1re division de Landwehr allemande
- Saillant de Kovel (général Friedrich von Bernhardi)
- Saillant de Lipa (22e corps de réserve allemand, général Eugen von Falkenhayn, frère de l'ancien chef d'état-major général Erich von Falkenhayn)
  - 43e et 44e divisions de réserve allemandes

Par la suite, le corps Gronau réintègre le groupe d'armées von Linsingen, son secteur correspondant au saillant de Slonim :
- XLIe corps de réserve allemand
  -     - 81e et 82e divisions de réserve allemandes

En février-mars 1918, le groupe d'armées von Linsingen participe à l'opération Faustschlag : l'armée russe, totalement désorganisée par la révolution d'Octobre, se disperse sans combat et laisse les troupes germano-austro-hongroises occuper Kiev, Gomel et Kharkiv. Von Linsingen devient commandant des forces d'occupation en Ukraine. Le 28 mars 1918, il abandonne son commandement au Feld-maréchal Hermann von Eichhorn : ses forces, avec leur quartier général à Kiev, sont désormais désignées comme « groupe d'armées Eichhorn ».

## Sources et bibliographie
- (de) Cet article est partiellement ou en totalité issu de l’article de Wikipédia en allemand intitulé « Heeresgruppe Linsingen » (voir la liste des auteurs) dans sa version du 22 avril 2017.